# Giovanni da Monte

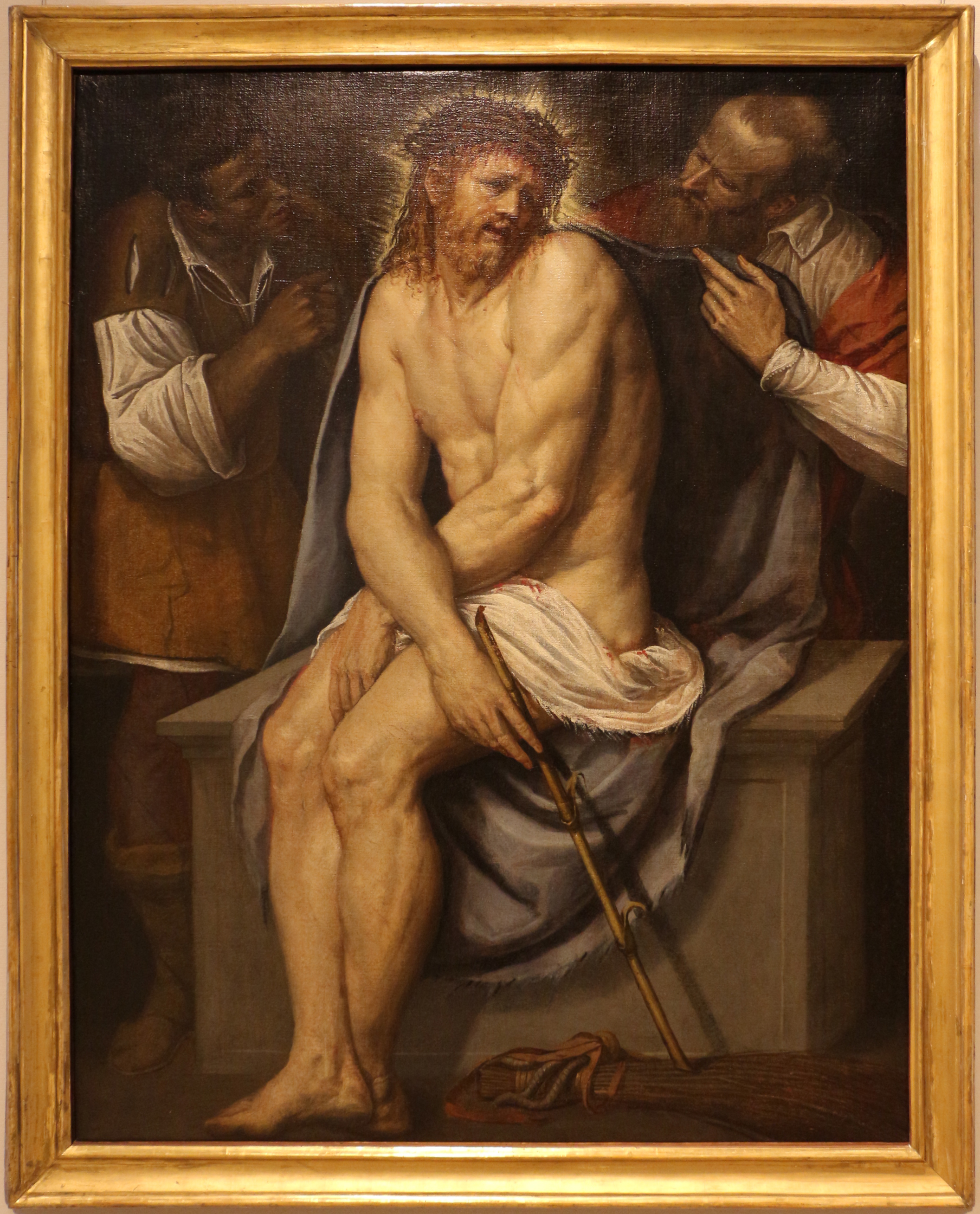
Cristo deriso (attr.), 1565-70 ca., Pinacoteca del Castello Sforzesco

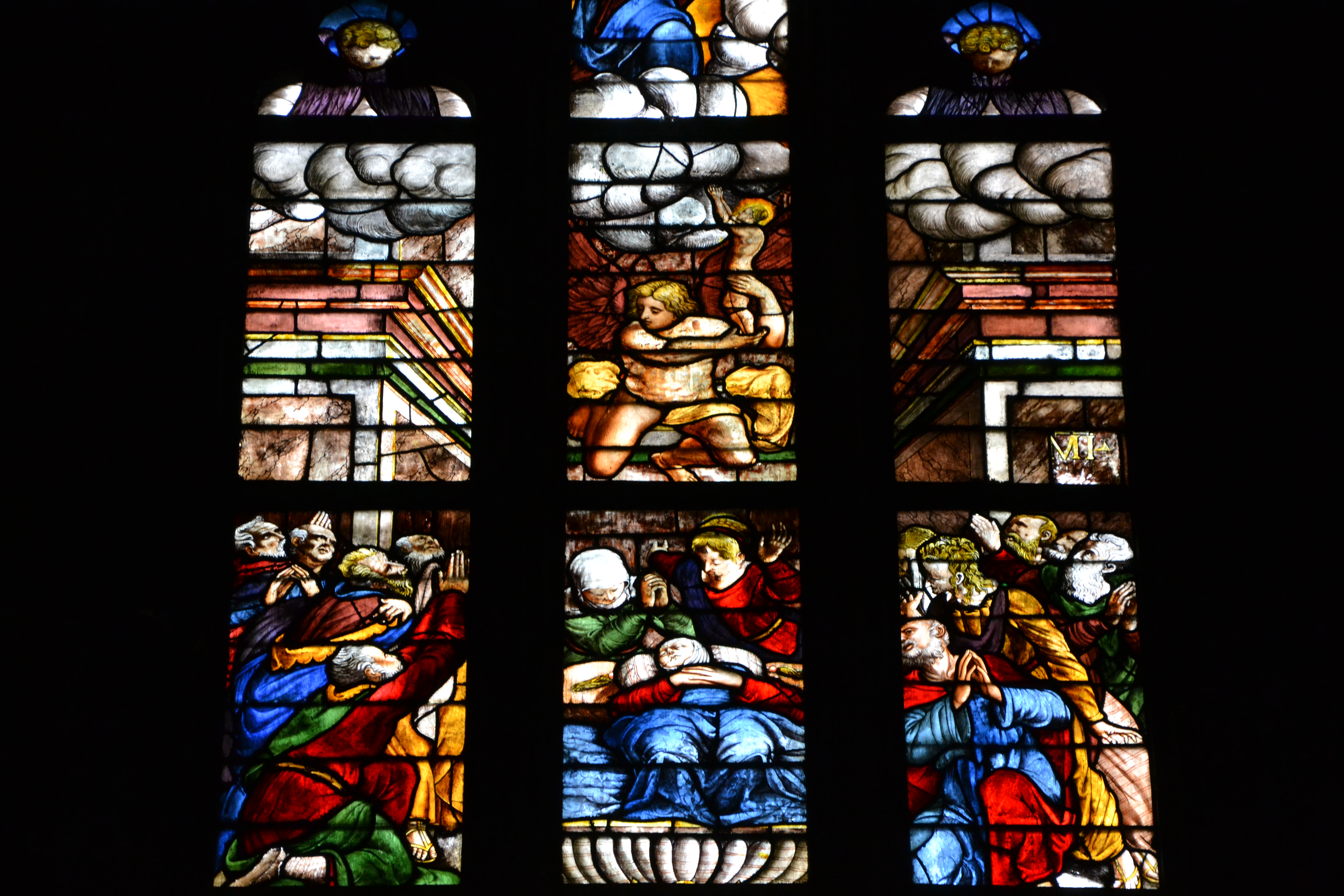
Milano, Duomo, Vetrata delle Glorie della Vergine

Giovanni da Monte (Monte Cremasco, 1500 – 1580) è stato un pittore e decoratore italiano, forse allievo del Tiziano.

## Biografia
Non si conosce la data di nascita di questo pittore, probabilmente originario di Monte Cremasco, nei pressi di Crema, e attivo nella seconda metà del XVI secolo. Le notizie relative alla sua formazione sono tuttavia frammentate.
Tra le sue opere più importanti troviamo le portelle dell'organo della chiesa dei Santi Nazzaro e Celso a Milano, il “Cristo incoronato” presso il collegio della Guastalla a Monza. San Carlo Borromeo, nel 1566 affidò la commissione di realizzare delle vetrate del Duomo di Milano a due pittori cremaschi, Carlo Urbino da Crema e Giovanni da Monte, i pagamenti a quest'ultimo sono annotati nei registri della fabbrica del duomo dal 4 maggio 1566 al 29 marzo 1577..